# Nusia collariata
Nusia collariata är en svampart som beskrevs av Subram. 1995. Nusia collariata ingår i släktet Nusia, divisionen sporsäcksvampar och riket svampar.   Inga underarter finns listade i Catalogue of Life.